# Victor Vernicos
Victor Vernicos Jørgensen (født 23. oktober 2006) er en græsk sanger og sangskriver. Han har repræsenteret Grækenland i Eurovision Song Contest 2023 med sangen "What They Say" men han fik en 13. plads i semifinale 2 med 14. point og kvalficerede sig ikke til finalen.